# Dimetilformamid
A dimetilformamid színtelen folyadék (fp. 153 °C). Vízzel, és a paraffinok kivételével majdnem minden szerves oldószerrel elegyedik.
Az iparban és a laboratóriumban egyaránt nagyon fontos oldószer. Oldja a poliakrilnitrilt, a PVC-t, a poliamidokat és a peptideket, a poliuretánokat és az epoxigyantákat.
Felhasználják még szerves szintézisekben, pl. egyes heterociklusos vegyületek előállításában.

## Előállítás
Dimetil-aminból állítják elő
- metil-formiáttal
- szén-monoxiddal

## Fordítás
Ez a szócikk részben vagy egészben  a   Dimethylformamide című angol Wikipédia-szócikk fordításán alapul.  Az eredeti cikk szerkesztőit annak laptörténete sorolja fel. Ez a jelzés csupán a megfogalmazás eredetét és a szerzői jogokat jelzi, nem szolgál a cikkben szereplő információk forrásmegjelöléseként.